# Anif
Anif est une  commune autrichienne du district de Salzbourg-Umgebung dans le Land de Salzbourg.

## Géographie

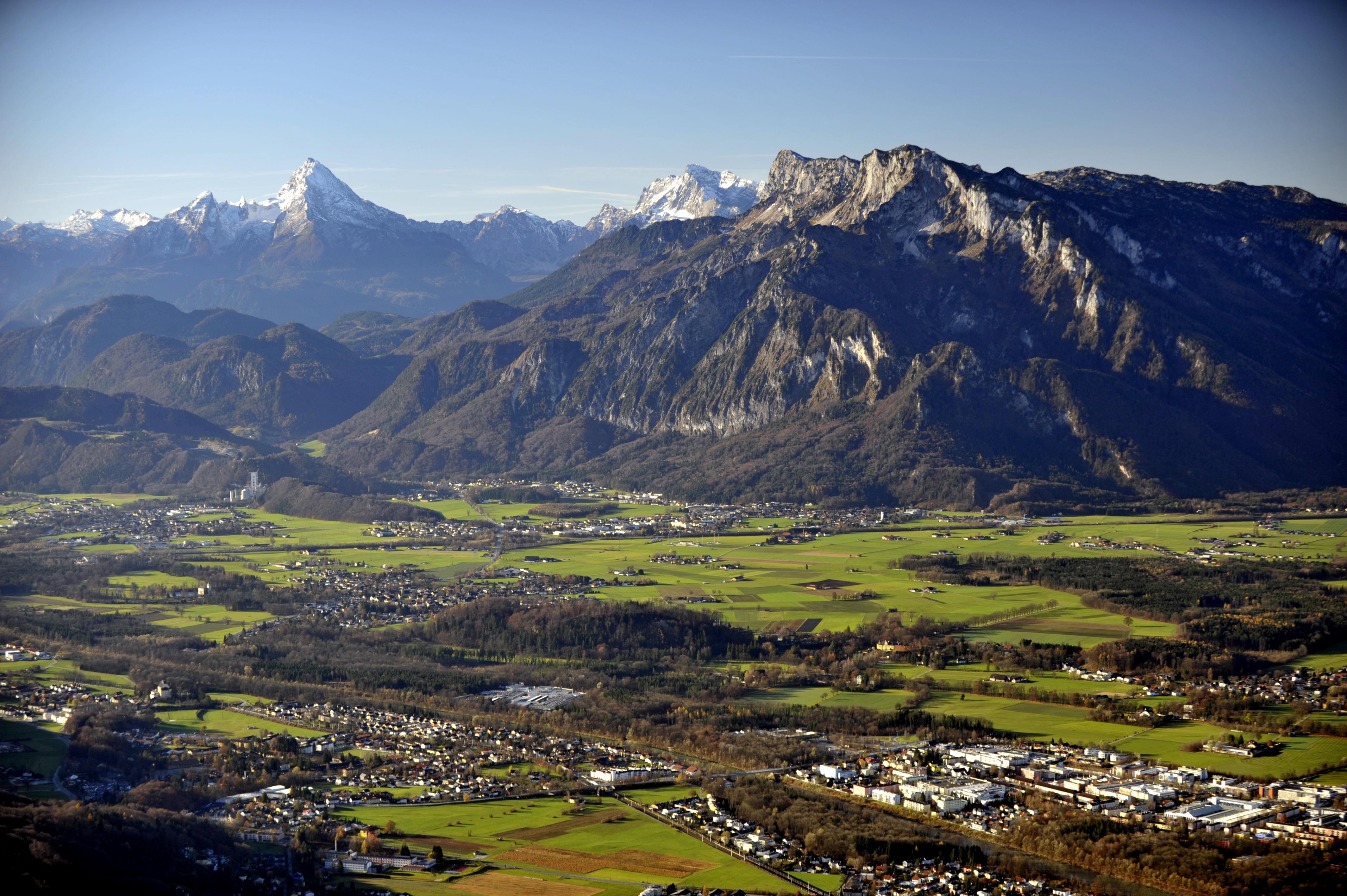
Le bassin de la Salzach et le massif d'Untersberg au sud de Salzbourg.

La commune se trouve dans la vallée spacieuse de la rivière Salzach. Située dans la banlieue sud de Salzbourg, près du château de Hellbrunn et ses jardins, elle est devenue une résidence des habitants plus aisés. Juste au sud du territoire communal se trouve la ville de Hallein.
Anif est accessible par l'autoroute A10 (Tauern Autobahn) à la sortie Salzburg-Süd.

## Histoire
Le nom du lieu a probablement une origine celtique. Une église à anua est déjà évoquée dans un document de l'évêque Arn de Salzbourg en 788 ; elle fut probablement construite sur l'impulsion de son prédécesseur Virgile. À partir de 987, l'église d'Anif consacrée à saint Oswald était soumise à l'autorité spirituelle de l'archi-abbaye Saint-Pierre de Salzbourg.
Les princes-archevêques de Salzbourg y ont fait ériger un château (Wasserburg) au début du XVIe siècle, siège de l'administration locale. Il a été entièrement rénové en style baroque vers l'an 1693 sous le gouvernement de l'archevêque Johann Ernst von Thun und Hohenstein ; plus tard, s'y ajoute un grand jardin paysager.

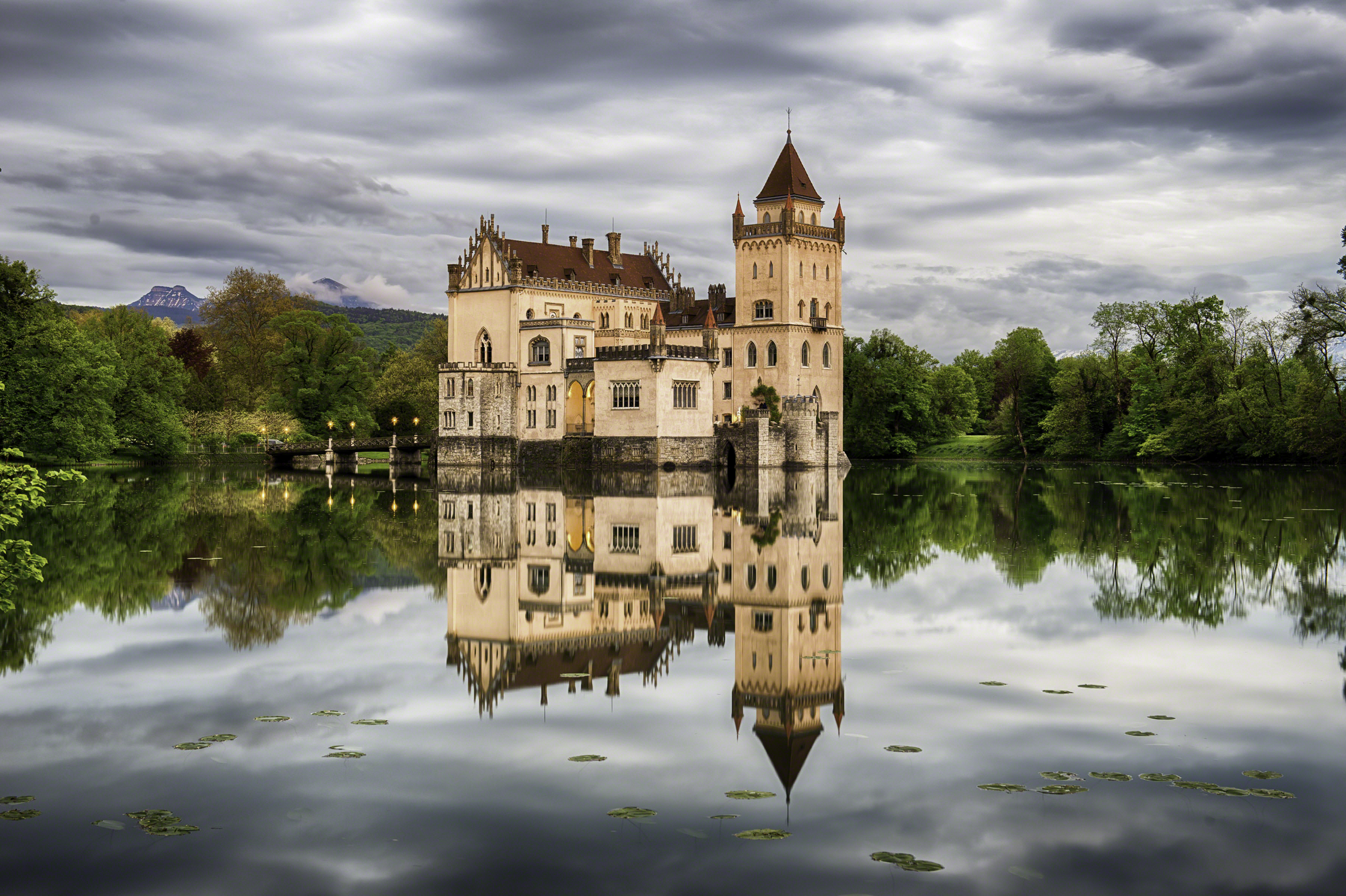
Le château d'Anif.

Après la sécularisation du prince-archevêché par le Recès d'Empire en 1803, le domaine d'Anif échut à l'Empire autrichien et a été loué à divers nobles. Possédé par le comte bavarois Aloÿs d'Arco-Stepperg (1808-1891), fils de l'archiduchesse Marie-Léopoldine d'Autriche-Este et arrière-petit-fils de l'impératrice Marie-Thérèse, le château fut reconstruit en style néo-gothique dans la tradition Tudor anglaise à partir de 1837. Pendant la révolution allemande, le roi Louis III de Bavière et sa famille s'enfuirent à Anif. Le 13 novembre 1918, il y signe un décret libérant militaires et fonctionnaires civils de leur serment de fidélité (Anifer Erklärung), ce qui est interprété comme une abdication par le gouvernement de Kurt Eisner.
Après la Seconde Guerre mondiale, le château romantique d'Anif a servi de décor pour des tournages de cinéma, comme dans les films La Mélodie du bonheur ou La Grande Course autour du monde (1965). Dans le film Le Dossier Odessa (1974), d'après le roman de Frederick Forsyth, il est présenté comme lieu de rencontre entre Jon Voight dans le rôle de Peter Miller et Maximilian Schell dans le rôle d'Eduard Roschmann. Le bâtiment est encore aujourd'hui une propriété privée.

## Personnalités
- Herbert von Karajan (1908-1989), chef d'orchestre, y est mort ;
- Susi Nicoletti (1918-2005), actrice, a vécu au village de Niederalm ;
- Louise Martini (1931-2013), actrice et animatrice de radio, a vécu à Anif ;
- Riccardo Muti (né en 1941), chef d'orchestre, vit à Anif ;
- Charles de Habsbourg-Lorraine (né en 1961), petit-fils du dernier empereur d'Autriche, possède un hôtel particulier (Casa Austria) à Anif.

## Jumelage
- Appiano sulla Strada del Vino (Italie).